# Rhyncogonus
Rhyncogonus là một chi bọ cánh cứng trong họ Curculionidae. Nó gồm các loài:
- Rhyncogonus bryani